# Кірхлінтельн
Кірхлінтельн (нім. Kirchlinteln) — сільська громада в Німеччині, розташована в землі Нижня Саксонія. Входить до складу району Ферден.
Площа — 174,13 км2. Населення становить 10 054 ос. (станом на 31 грудня 2021).